# 北門西埔內
西埔內是臺灣臺南市北門區的一個傳統地域名稱，是舊時學甲十三庄灰磘港庄頭中的聚落角頭之一，在學甲慈濟宮的代表選舉區屬北門區，行政區曾經規劃為北門鄉玉港村，2018年1月29日因臺南縣市合併，之後便實施里鄰編組及調整，現聚落位於北門區玉港里的境內。其與西南方的灰窯港聚落，是玉港里唯二有人口聚集的聚落，兩聚落以市道171線道路即三連路為界。

## 地理位置
聚落位置約於北門區玉港里南北向的正中央處，另因玉港里境內幾乎皆為養殖的魚塭或者農田，僅中央處有人口聚集的聚落，另一個為在西南處的灰窯港聚落，兩聚落成東北向西南方銜接，且聚落間以南市171號道路為界，而171號市道在此稱為三連路。此外，聚落名為西埔，乃因是早期頭港西邊有一大片的海埔地，其又是在海埔地裡面的庄頭聚落，所以才稱此地為西埔內。

## 脈絡
最早的西埔內（Sai-poo-lāi）為林與吳兩姓氏族人所墾，然西埔內對於兩氏族的開墾歷程而言，卻並非他們來臺開墾的初墾地。林姓初來臺的落腳地是在學甲的頭港仔，先祖是來自大陸福建泉州府晉江縣南門外23都石壁鄉的林凱（1736-1790），其在清乾隆年間（1736-1795）時邀叔父林汀離開福建渡海來臺，初登臺之時先是落腳於學甲的頭港仔，兩人在來臺一段時日之後才開始向西邊即西埔內進行移墾。
在林氏向西開墾西埔內之前，即已有來自大陸福建泉州府晉江縣南門外，23都水頭鄉東山堡的吳文豹父子至此地開墾。然吳文豹父子在臺的開墾，則始於其14世先祖的吳光覽，吳光覽在清康熙59年（1720年）時，帶其子吳維麟（吳氏第15世）以及吳維妹從中國祖地來臺進行墾荒，初到臺灣時先落腳於學甲的頭港仔。直到清乾隆45年（1780年）時其後世族人便逐漸朝著西邊進行移墾，所開墾之處便是今日的北門區西埔內，當時西墾的是吳氏第16世族人吳文豹，而其進行開墾氏與其子吳章教一起共同開墾，之後吳章教在16歲時迎取了學甲中洲林氏為妻，婚後生了8子。
其後西埔內因吳章教的8個後代慢慢地形成一個小聚落，後人便稱呼為「八房吳」，為紀念當初來此開墾的先祖，又尊吳章教為「西埔內八房祖」。吳氏家族開墾西埔內之初是以農耕為主，後因家族成員日漸繁盛，便慢慢地有了不同的轉變，其中有些後世族人便逐漸轉為養殖業。另外八房吳會在每年10月的最後一個禮拜或者第4個星期日，進行家族的祭祖典禮儀式，並且在典禮之前首先去恭請學甲慈濟宮保生大帝與護庄的吳府千歲，同時也會迎請南鯤鯓代天府的李府大王。    
然而，在西埔內開墾的吳氏家族，雖皆是來自相同的祖源地福建晉江縣南門外23都水頭鄉，只是，如是的吳氏並非全是同一祖先源，在西埔內總共有3支吳姓家族。他們各自落腳於庄頭的一方，位在庄頭南方來自頭港的一支人稱為八房吳；一支位於庄頭廟西興宮北邊的稱之為頂頭角吳。而另一支位於庄廟南邊的，因其家族有祀奉虎爺將軍，因而稱之為虎爺角吳或者虎爺吳。
西埔內的開墾與頭港有密不可分的關聯，除了最早移墾的林吳兩姓氏外，同時也有吳、翁、王等3主的移墾家族，而較為特殊的是，此3姓氏族也是不約而同地先落腳於學甲的頭港仔，之後再行西行開墾西埔內。
至於聚落的名稱，在還沒有定名為西埔內之前，曾經稱為西湖村，惟因稱西湖為庄頭聚落名的地方過多，故而當時曾以麗湖做為聚落名稱，取其為美麗的西湖之意。其後又因早期學甲的頭港稱之為東埔，而在頭港西邊為一大片海埔地區，此聚落恰位於海埔地之內，所以位於頭港西邊的麗湖村之後便又改成西埔。 

## 交通
西埔內與灰窯港是玉港里僅有的兩個人口集中聚落，兩聚落之間的南市171線道路，除了是聚落間的明顯分隔外，也是唯一對外的主要道路，西埔內位於道路北邊，而其中南市9號道路也在西邊沿著聚落北上。171線道路進入聚落後往東南方直行，途中將經過學甲的舊頭港，以及新筏子頭等庄頭聚落。

## 宗教
西埔內其境內不到一百戶，是一個不算大的聚落，然而庄頭內卻有四間廟宇，分別是西興宮、南天宮、聖天宮與林姓天上聖母，四間廟不約而同地皆坐落於庄頭西邊，且幾乎是比鄰而建。

### 西興宮
主祀為吳府千歲，陪祀神祇則有池府千歲、李府千歲、洪王爺、夫人媽(註生娘娘)、福德正神、虎爺等。此廟主祀吳府千歲為先民們從頭港鎮安宮分靈而來，初始之際並無建廟奉祀，而是以跋爐主方式，奉祀於當年的值年爐主家中，直到2008年才方始建廟，其主要慶典為每年農曆九月15日，吳府千歲聖誕。

### 南天宮
主祀為大聖爺（齊天大聖），其祂同祀神祇則有註生娘娘與福德正神等。源於1944年西埔內居民，前往屏東請回大聖令旗於聚落內，並雕刻金身與設壇（家壇）予以供奉，另初供俸時壇名為聖賢壇。直至1984年時大聖爺指示建廟，於是在1985年時動工興廟且在隔年完工安座並改廟名為南天宮，同時以農曆2月25日齊天大聖聖誕為主要慶典。南天宮是一間私人廟宇，其為林姓庄民的私人廟。

### 聖天宮
主祀為伍聖千歲是一個較鮮為人知的神祇，據紀載其另一名為司聖公，惟此名廟方說是本名，另同四神祇則有玉皇上帝、天上聖母、福德正神等。伍聖千歲原本是庄頭內林姓人家的家神，而其供俸的緣由則起源於，據聞乃於清初時期清兵入關之際大陸沿海地區的民眾向外逃難當下，將千歲爺金身帶上居民為神祇準備的王船，其後歷經一段時間的漂流後於高雄縣路竹鄉竹滬村岸邊滯留，之後雖當地漁民拾獲，然因緣際會下又被西埔內林姓民眾迎請回家祀奉。初期時只是一個家神而已，其後因林姓族人受感應遂而遵其為林氏祖佛，再後又1986年建廟是一間林姓家族的廟。

### 林姓天上聖母
主祀為天上聖母，同祀有吳府千歲及黃夫人等神祇，為設於三合院中的一間家壇，其兩邊各為右邊西興宮左邊聖天宮。
今日的西埔內雖已規劃為北門區境內，然因此地早期為學甲慈濟宮轄區13庄頭之中，故而每當慈濟宮舉行上白礁請水火的香時，集和宮的蜈蚣陣還是必會巡遊此聚落，並且聚落內的各廟也都會出神轎參與慈濟宮活動。此外，早期西埔內的開發雖是來自學甲的頭港先民，然而當地人卻不稱慈濟宮為大廟，長久以來都是稱慈濟宮為學甲廟或者學甲庄廟，至於參加上白礁或者刈香等活動，也是以因地緣之故參與而非主從的關係，是因出自於活動中為同位層級之故。

## 建築
今日的八房吳為了表達慎終追遠，於1985年時在庄南邊南市171道路旁建了一座吳姓宗祠，藉以緬懷先祖開墾庄園。宗祠外觀為北方宮殿式建築，其內並供奉吳氏第16代氏祖吳文豹，以及家族中歷代祖先的牌位。

## 軼事
西埔內的開墾中有幾個主要家族，但最主要是以林與吳兩姓氏為主，其中吳氏在大陸雖來自同一祖地但卻不同祖源，於是便有因居住而異的各自小角頭，分別是位於庄頭南邊的八房吳，以及西興宮南邊的虎爺角吳，以及廟北邊的頂頭角吳。然而，據聞在吳氏族群在開墾的當中，發生過不同祖源的吳姓先人向八房吳提告的故事，此案件最後雖由吳氏打贏，在當時聘請辯護士的費用是以提告面積計算，每一甲土地所需支付的辯護士費用為200元之譜，當時被八房吳所侵占的土地約有50幾甲地，且土地價格一甲地也約值200元，因而吳氏的族人便經常戲稱，此一筆土地是自己用錢向辯護士「買」的。

## 圖集

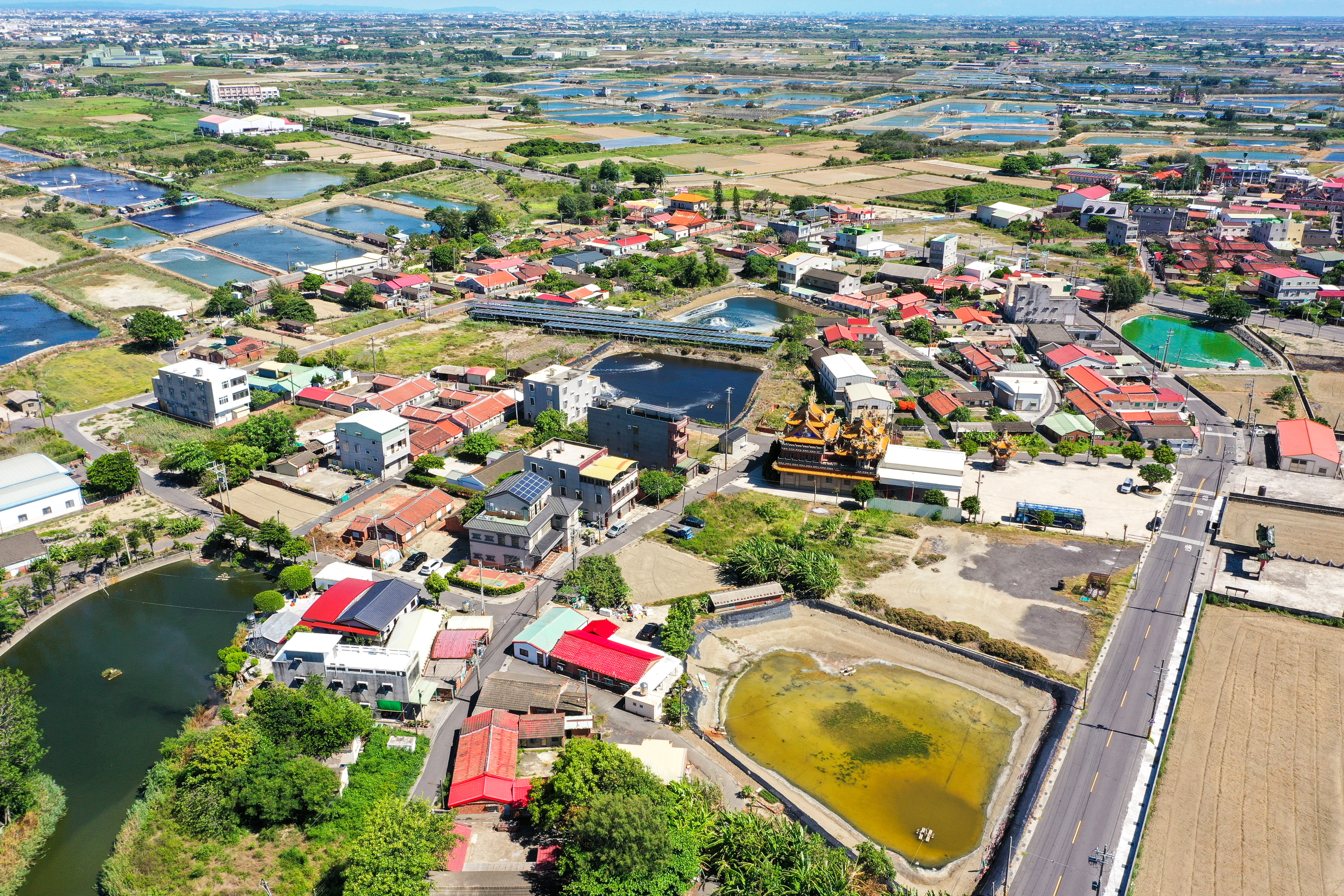
北門西埔內 - 空照
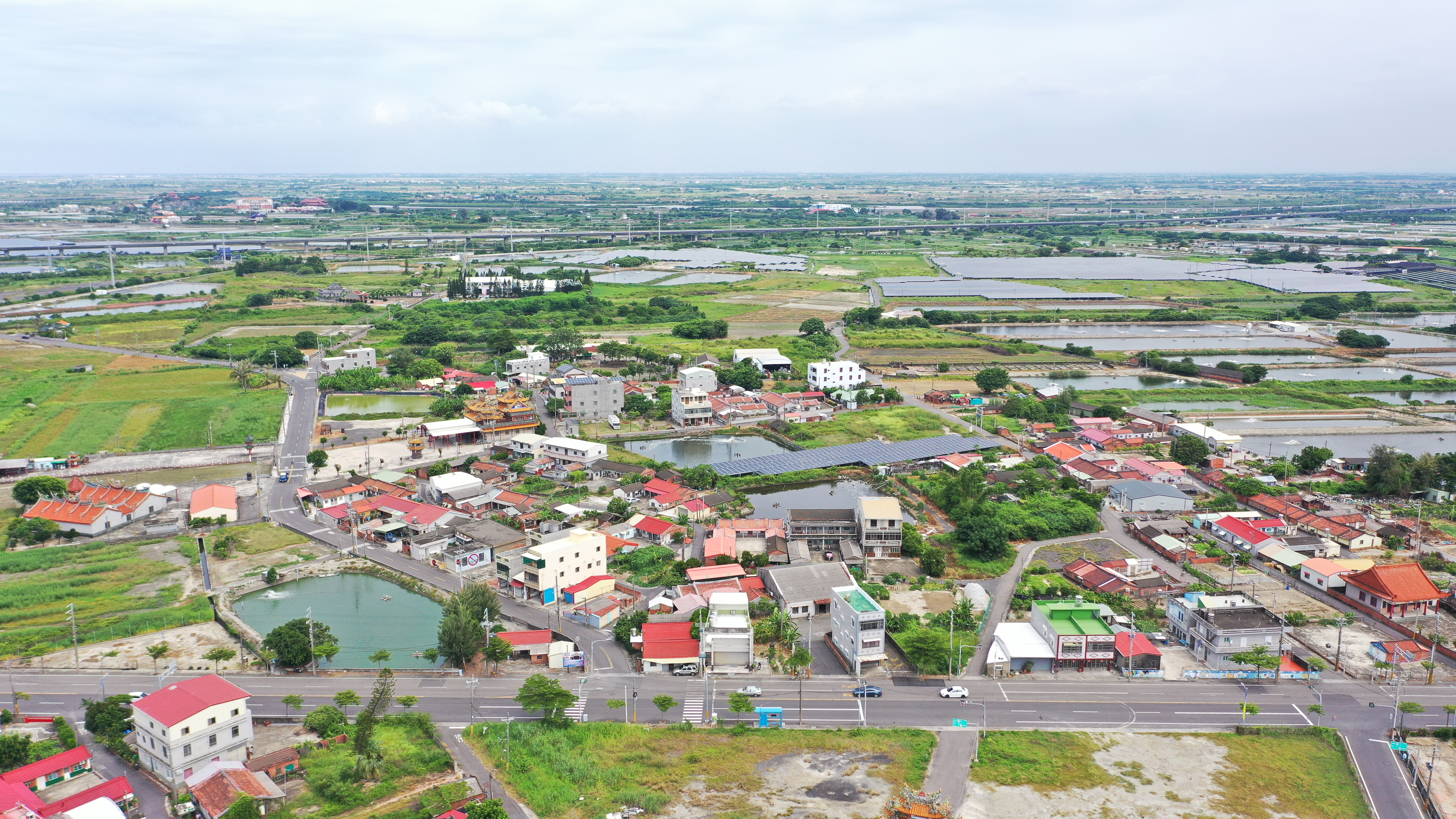
北門灰瑤港西埔內-聚落全景空照-1
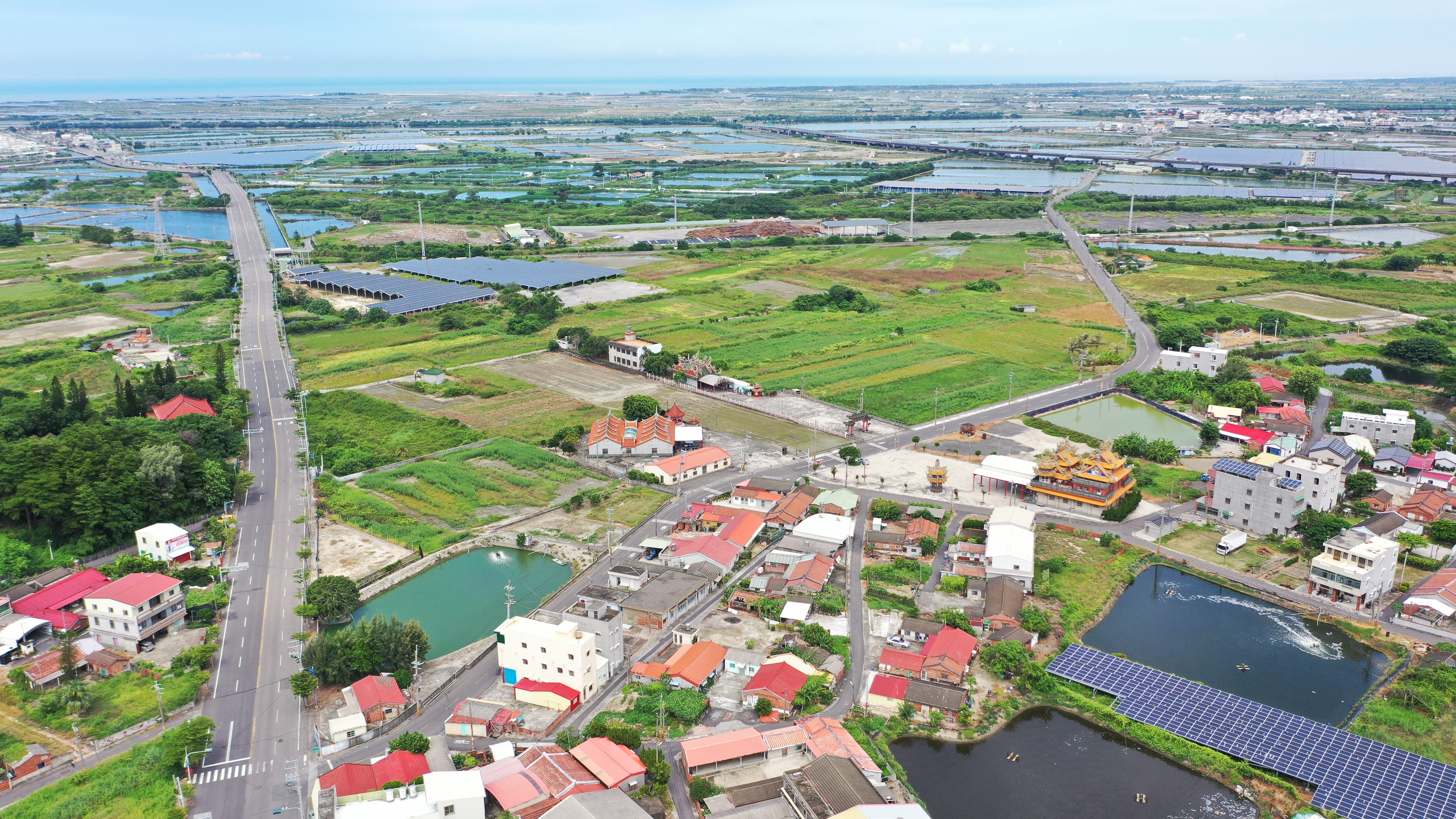
北門灰瑤港西埔內-主要道路
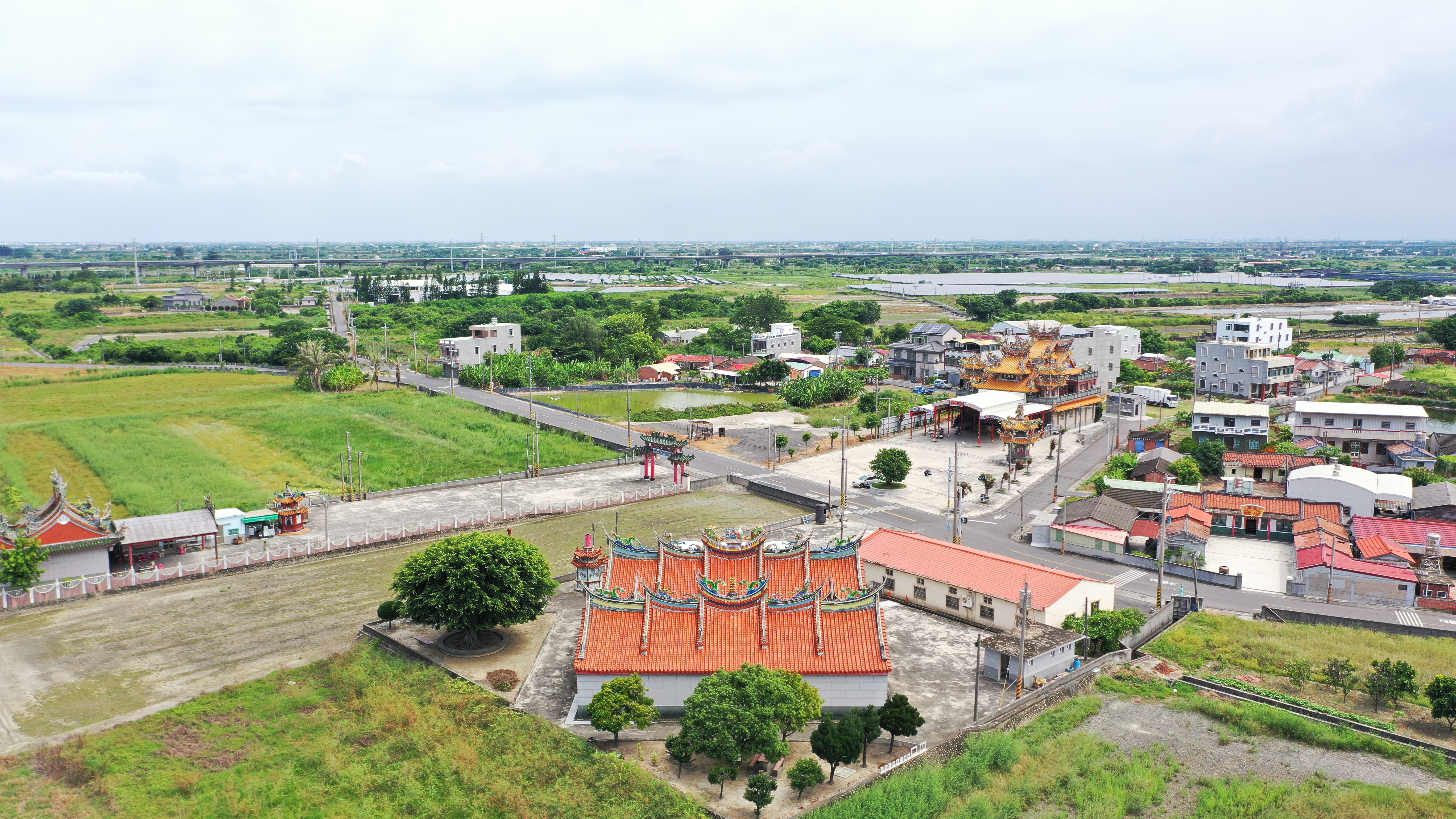
北門灰瑤港西埔內-聚落內廟群
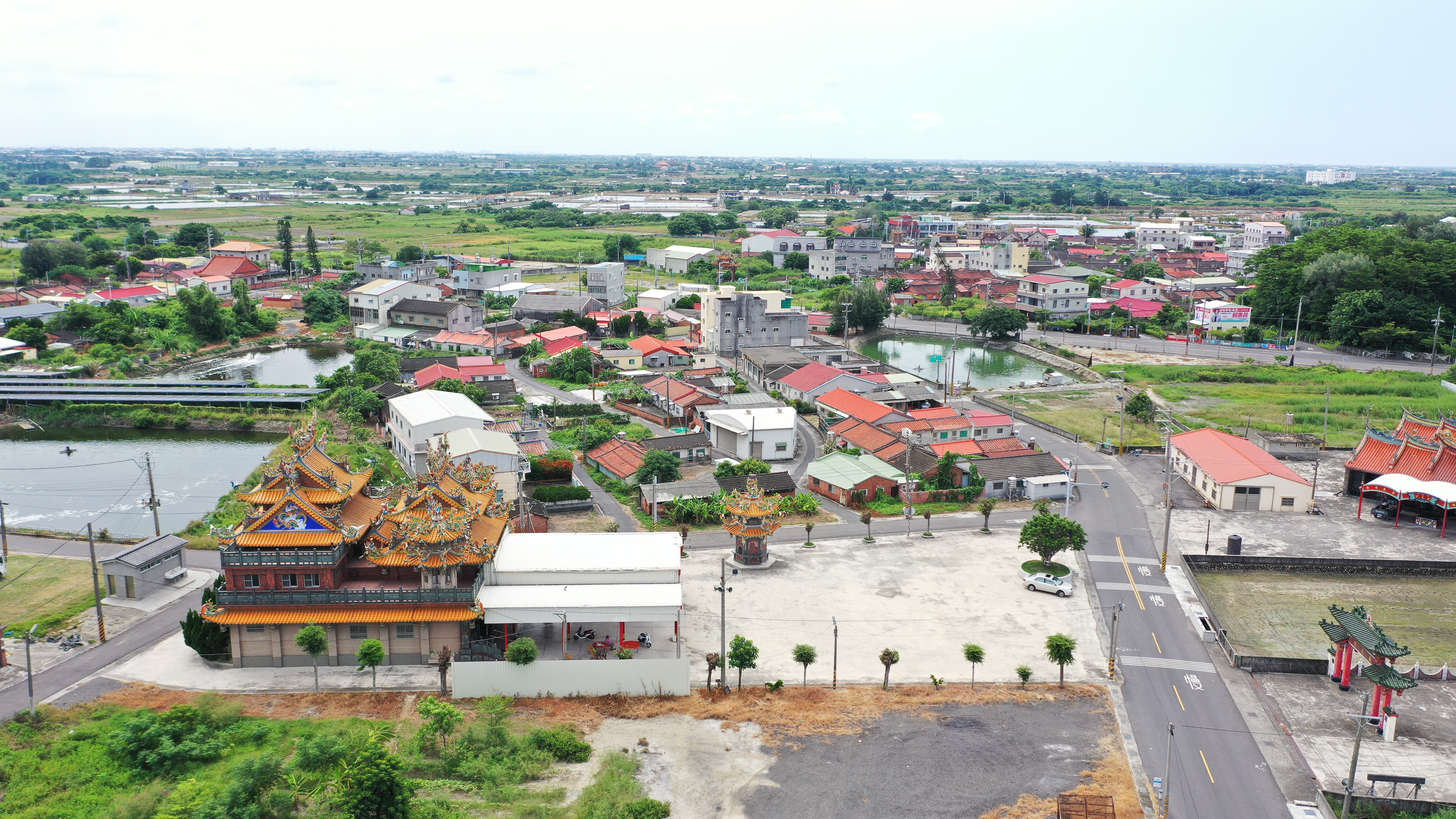
北門灰瑤港西埔內-西興宮側邊空照
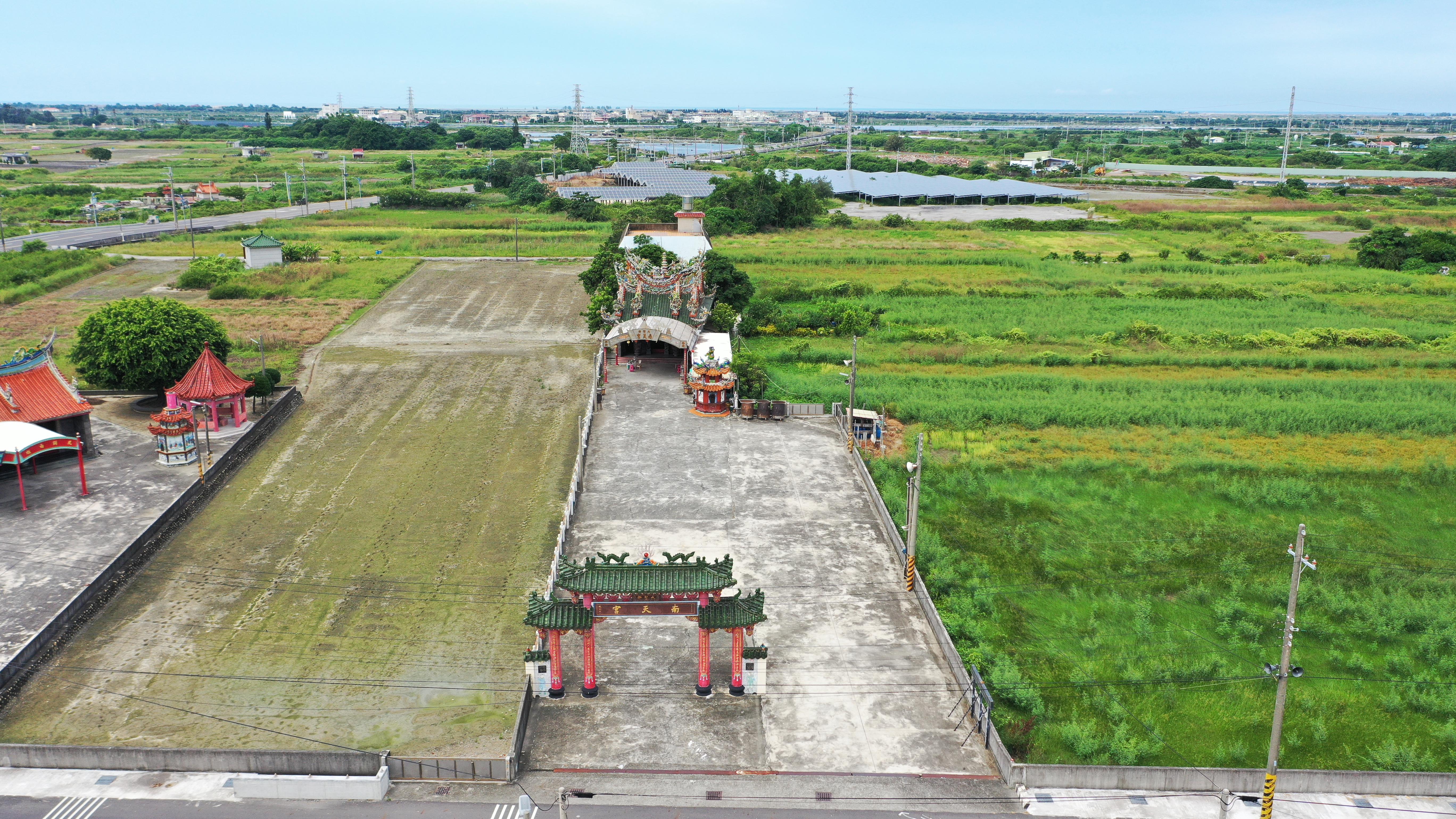
北門灰瑤港西埔內-南天宮空照鳥瞰